# Geoff Brown
Geoffrey "Geoff" Brown, född april 1924 i Murrundi, New South Wales, Australien, död 20 juni 2001, var en australisk tennisspelare.

## Tenniskarriären
Geoff Brown var en amatörspelare som spelade internationell tävlingstennis under andra halvan av 1940-talet. Han nådde finalen sex gånger i Grand Slam-turneringar, däribland en singelfinal, men vann ingen titel. Den relativt småväxte Brown hade en svårreturnerad explosiv serve som gav honom många serve-ess. Grundslagen var hårda och han spelade med dubbelfattad backhand. Han mötte motståndarens serve tidigt på bakplan och blev därför känd för sina snabba servereturer. 
Brown blev mest känd för sin finalplats 1946 i Wimbledonmästerskapen som han nådde oseedad efter att på vägen ha besegrat såväl svensken Lennart Bergelin som tjecken Jaroslav Drobny. Han mötte i finalen fransmannen Yvon Petra som besegrade Brown i en mycket jämn femsetsmatch. Petra ledde finalmatchen med 2 set mot 0 mot Brown som givit efter för råd av tränaren Gerald Patterson att försöka "soft-bolla" ut den aggressivt spelande och hårdservande Petra. Eftersom taktiken misslyckades övergick Brown till att själv spela aggressivt, varvid matchen vände och utjämnades till 2-2 i set. I det femte avgörande setet förlorade Brown sitt inledande servegame, vavid Petra vann detta med 6-4 och därmed mästartiteln. Petras segersiffror blev 6-2, 6-4, 7-9, 5-7, 6-4. I samma turnering nådde Brown också dubbelfinalen med landsamannen Dinny Pails, med paret förlorade mötet mot amerikanerna Tom Brown/Jack Kramer (4-6, 4-6, 2-6). 
Geoff Brown deltog i det australiska Davis Cup-laget 1947-48.